# Madureira Feijó
João de Morais Madureira Feijó (1688 — 1741) foi um ortografista português, primariamente conhecido pela sua autoria da obra Orthographia, ou Arte de Escrever, e pronunciar com acerto a Lingua Portugueza, de 1734, considerado o expoente da defesa de uma ortografia portuguesa com base etimológica.
Madureira Feijó foi natural de Trás-os-Montes, onde nasceu a 24 de Março de 1688, na antiga reitoria de São Gens do lugar de Parada (Bragança), filho de Álvaro Annes de Moraes Madureira, e de D. Theodora Pinto do Lago.
Tornou-se bacharel em teologia pela Universidade de Coimbra e desempenhou o cargo de prior em Ançã. Foi também presbítero do hábito de S. Pedro, e mestre do Duque de Lafões D. Pedro Henrique de Souza Tavares Mascarenhas da Silva.
Morreu a 29 de Outubro de 1741.